# Steve Hamilton
Pour les articles homonymes, voir Hamilton.
Œuvres principales
The Lock Artist (2010)
Steve Hamilton, né le 10 janvier 1961 à Détroit, est un écrivain américain, auteur de roman policier.

## Biographie
Il passe sa jeunesse dans sa ville natale de Détroit. Dès l'âge de 12 ans, il soumet une nouvelle au Ellery Queen's Mystery Magazine, mais essuie un refus.
Il fait des études supérieures à l'Université du Michigan, où il obtient un diplôme en 1983, mais également le prix Hopwood décerné à une œuvre de fiction. Il occupe ensuite un poste chez IBM, mais continue d'écrire dans ses temps libres.
Il crée en 1998 le personnage d'Alex McKnight pour une série de romans policiers, dont certains titres se sont souvent hissé sur la liste des best-sellers du New York Times.
Il obtient le prix Edgar-Allan-Poe, le prix Barry et le prix CWA Ian Fleming Steel Dagger en 2011 pour The Lock Artist qui ne fait pas partie de la série McKnight.

## Œuvre

### Romans

#### SérieAlex McKnight
- A Cold Day in Paradise (1998)
- Winter of the Wolf Moon (2000)
- The Hunting Wind (2002)
- North of Nowhere (2003)
- Blood is the Sky (2004) Publié en français sous le titre Ciel de sang, traduit par Laurent Bury, Paris, Éditions du Seuil, coll. « Seuil policiers », 2006, 299 p.  (ISBN 2-02-079823-9) ; réédition, « Points policier » no 1680, 2007
- Ice Run (2005) Publié en français sous le titre Un chapeau dans la neige, traduit par Laurent Bury, Paris, Éditions du Seuil, coll. « Seuil policiers », 2007, 291 p.  (ISBN 978-2-02-079824-2) ; réédition sous le titre Le Diable de Blind River, « Points policier » no 2356, 2010
- A Stolen Season (2006) Publié en français sous le titre Un été pourri, traduit par Pierre Namia, Paris, Éditions du Seuil, coll. « Seuil policiers », 2010, 296 p.  (ISBN 978-2-02-095909-4)
- Misery Bay (2011)
- Die a Stranger (2012)
- Let It Burn (2013)
- Dead Man Running (2018)

#### SérieNick Mason
- The Second Life of Nick Mason (2016)Publié en français sous le titre La Deuxième Vie de Nick Mason, traduit par Robert Pépin, Paris, Calmann-Lévy, coll. « Robert Pépin présente… », 2019, 310 p.  (ISBN 978-2-7021-6490-7)
- Exit Strategy (2017)Publié en français sous le titre L’équation était simple, traduit par Robert Pépin, Paris, Calmann-Lévy, coll. « Robert Pépin présente… », 2021, 468 p.  (ISBN 978-2-7021-6489-1)
- An Honorable Assassin (2019)

#### Autres romans
- Night Work (2007)
- The Lock Artist (2010)

### Nouvelle
- Beneath the Book Tower: An Alex McKnight Short Story (2011)